# Danielle Smith

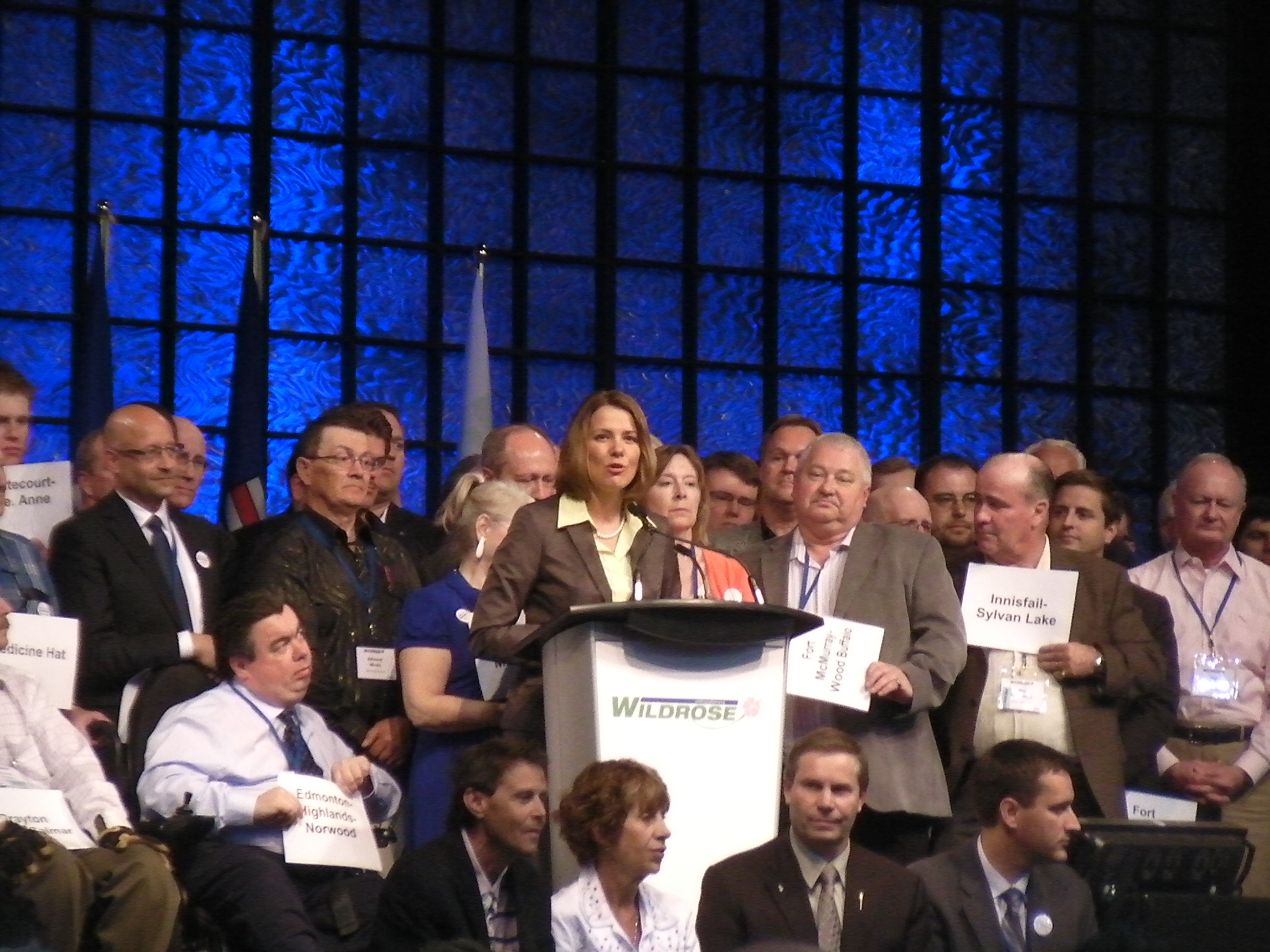
Danielle Smith przemawiająca na zgromadzeniu partii w 2010 r.

Danielle Smith (ur. 1 kwietnia 1971 w Calgary) – kanadyjska dziennikarka i polityk. Od października 2022 r. pełni funkcję 19. premier prowincji Alberty i przywódczyni Zjednoczonej Partii Konserwatywnej (UCP). Znana jako krytyk poprawności politycznej.

## Biografia
Jej dziadek ze strony ojca, Philipus Kolodnicki, był ukraińskim migrantem, który przybył do Kanady przed II wojną światową, po czym urzędnik zmienił mu nazwisko na Philip Smith. Danielle była drugim z pięciorga dzieci. Pracowała w McDonald's i barze z ostrygami, aby opłacić studia.
Studiowała na University of Calgary, gdzie zdobyła dyplomy z ekonomii i języka angielskiego. Pierwsze doświadczenia polityczne zdobywała jako stażystka w konserwatywno-libertariańskim think tanku, Fraser Institute. Przez 6 lat pisała teksty i felietony dla Calgary Herald (1999–2006). Prezenterka telewizyjna w Global Sunday (2003–2005). W latach 2006–2009 dyrektor ds. prowincjonalnych Alberty w Kanadyjskiej Federacji Niezależnych Przedsiębiorstw (CFIB).
W latach 2009–2014 pełniła funkcję lidera partii Wildrose, a w latach 2012–2014 lidera Oficjalnej Opozycji. W latach 2012–2015 członek parlamentu Alberty, gdzie reprezentowała okręg wyborczy Highwood. W 2014 r., wciąż będąc liderką partii Wildrose, przeszła do Progresywnych Konserwatystów pod przywództwem nowego lidera, Jima Prentice'a. Częsta komentatorka w telewizji i radiu, m.in. prowadziła audycję radiową w calgaryjskim CHQR. W 2021 roku publicznie zrezygnowała z talk-show, wyjaśniając, że „zbyt wiele tematów stało się niepodważalnych”, dzięki „tłumowi poprawności politycznej”.
Piastowała stanowisko prezesa w biznesowej organizacji Alberta Enterprise Group (2021–2022). Przez 6 lat była prezenterką radiową w Corus Entertainment. Przez wiele lat razem z mężem prowadziła restaurację w zabytkowym wagonie kolejowym.
6 października 2022 r. Danielle Smith wygrała wybory na przywódcę Zjednoczonej Partii Konserwatywnej, zdobywając 53,77% głosów. 11 października została zaprzysiężona na 19. premier Alberty.

## Poglądy
Startując na premiera Alberty, głosiła hasła obniżek podatków, zwalczania brutalnej przestępczości, zbudowania nowej areny dla Calgary Flames i obrony przemysłu naftowego i gazowego. Obiecała przeciwstawiać się rozporządzeniom Justina Trudeau w celu zmniejszenia emisji paliw kopalnych. Wypowiedziała „wojnę” rządowi federalnemu. 
Wkrótce po dojściu do władzy Smith oświadczyła, że nie chce kontynuować restrykcji rządowych związanych z ograniczaniem rozprzestrzeniania się wirusa COVID-19. Wyznała, że osoby nieszczepione „tworzą najbardziej dyskryminowaną grupę, jaką widziała w [swoim] życiu”, oraz że nie zamierza „tworzyć segregacjonistycznego społeczeństwa opartego na wyborach medycznych”. W tym czasie kanadyjskie prawo blokowało osobom niezaszczepionym na COVID-19 dostępu do pracy, podróżowania samolotem i pociągiem czy przekraczania granicy. W jednym z pierwszych jej działań jako premier Alberty było złożenie wniosku do ministra sprawiedliwości o wycofanie zarzutów karnych wobec polskiego kaznodziei Artura Pawłowskiego, który zlekceważył ograniczenia związane z lockdownem. 
W listopadzie 2023 r. Smith wprowadziła w życie ustawę o suwerenności kanadyjskiej prowincji (Alberta Sovereignty Act), kwestionując federalny wymóg utworzenia sieci elektroenergetycznej o zerowej emisji gazów cieplarnianych do 2035 r. Ustawa ma na celu umożliwienie prowincji odmowy egzekwowania określonych praw federalnych lub polityk „naruszających prawa jurysdykcyjne Alberty”. Ustawa mogłaby zostać wykorzystana do walki z federalnymi regulacjami, dotyczącymi nowych projektów energetycznych, podatkami klimatycznymi, polityką szczepień i prawem o kontroli broni – kwestiami, które historycznie budziły podziały w Albercie. 
W 2012 r., powołując się na wolność wyznania, stanęła po stronie kandydata Allana Hunspergera, który powiedział, że geje i lesbijki spłoną w „jeziorze ognia”. Była porównywana do Pierre’a Poilievre’a.